# Lore Gillis

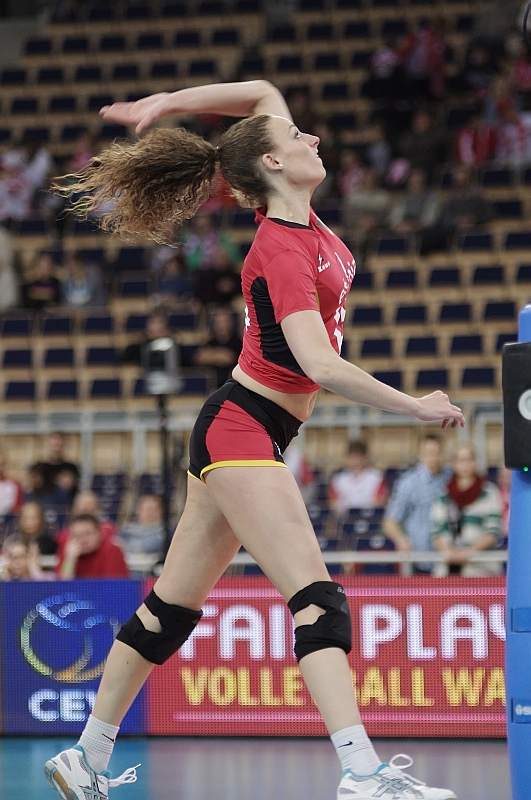

Lore Gillis (Bree, 29 november 1988) is een Belgisch voormalig volleybalster. Ze speelde in Belgische topcubs en maakte deel uit van de Yellow Tigers (Belgisch nationale ploeg) als hoofdaanvalster (opposite).

## Levensloop
Lore Gillis speelde achtereenvolgens bij Brabo Bree, VC Hechtel, Datovoc Tongeren, VDK Gent, VC Oudegem, Jaraco As en LVL As-Tongeren. Ze zette in 2021 bij deze club haar spelerscarrière on hold.
Ze maakt ook deel uit van de Belgische nationale volleybalploeg. Daarmee won ze in 2013 een bronzen medaille op het Europees kampioenschap volleybal vrouwen 2013. Op de Europese Spelen 2015 in Bakoe eindigde ze met de nationale ploeg op de vijfde plaats.

## Palmares

### Club
VDK Gent
- 2010, 2011, 2012: Vice Kampioen van België
- 2009: Beker van België
- 2009, 2011: Belgische Supercup

VC Oudegem
- 2013: Beker van België
- 2017: Vice Kampioen van België

### Nationaal team
- 2007 - EK Hasselt 7de plaats
- 2013 -  EK Berlijn 3de plaats
- 2014 - FIVB World Grand Prix - final 6 Tokyo
- 2015 - 5e Europese Spelen